# Tauern Autobahn
L'autostrada austriaca A10, chiamata anche Tauern Autobahn collega Villaco con Salisburgo. Essa si origina dall'A11 e dall'A2 Sud-Autobahn, e dopo aver sottopassato con diversi tunnel la catena dei Tauri, termina sull'A1 West-Autobahn, nei pressi del confine con la Germania.
La lunghezza totale è di 192 chilometri, di cui 24 in galleria. I tunnel più lunghi sono il Tauerntunnel (6.401 m) ed il Katschbergtunnel (5.898 m - per superare il Katschbergpaß).

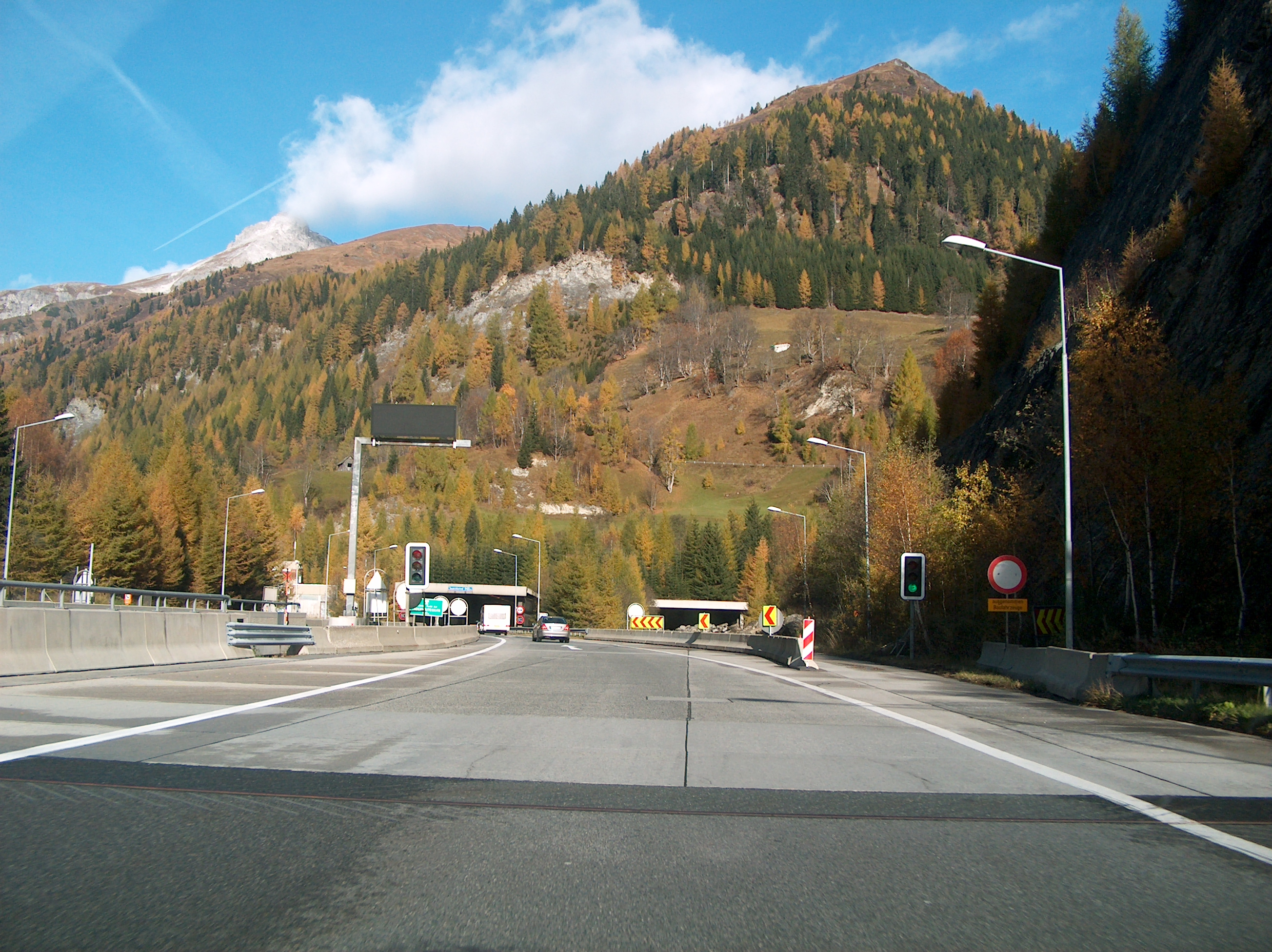
Ingresso sud del Tauerntunnel (tunnel dei Tauri)

## Storia
I primi lavori di costruzione dell'autostrada iniziarono nel 1939, nelle tratte a sud di Salisburgo e nei pressi di Spittal an der Drau. I cantieri furono interrotti però nel 1942 a causa della seconda guerra mondiale, e non ripresero fino al 1968.
La tratta più difficile, comprendente l'attraversamento dei Tauri, fu iniziata nel 1971.
L'apertura al traffico della carreggiata sud risale al 1980, e l'apertura completa è del 1983.
Nel dicembre del 2004 sono iniziati i lavori di raddoppio del Katschbergtunnel (dove si circolava in un solo traforo a doppio senso), completati per l'apertura al traffico nella primavera del 2009.
Analogamente, a luglio 2006 è iniziato il raddoppio del Tauerntunnel, che è stato aperto al traffico il 28 giugno 2011.
Nello schema che segue, la dicitura Halbanschlussstelle indica uno svincolo parziale, dotato, per esempio, della sola uscita in una direzione e della sola entrata nella direzione opposta, oppure di uscita ed entrata in una direzione e nessun collegamento nell'altra. La Mautstelle di Sankt Michael im Lungau è una stazione a barriera, in cui si riscuote il pedaggio specifico per il Katschbergtunnel; su tutta l'autostrada è obbligatoria, inoltre, la vignetta.
| A10 Tauern Autobahn Autostrada dei Tauri |      |                                             |
| Tipo                                     | ↓km↓ | Indicazione                                 |
|                                          | 0    | Knoten Salisburgo                           |
|                                          | 8    | Salzburg-Süd B150, B160                     |
|                                          | 11   | Puch bei Hallein/Urstein                    |
|                                          | 16   | Hallein                                     |
|                                          | 22   | Kuchl (Halbanschlussstelle) B159            |
|                                          | 28   | Golling                                     |
|                                          |      | Raststätte Golling                          |
|                                          | 34   | Pass Lueg B159                              |
|                                          | 43   | Werfen (Halbanschlussstelle) B159           |
|                                          | 44   | Pfarrwerfen (Halbanschlussstelle)           |
|                                          | 47   | Knoten Bischofshofen B311                   |
|                                          | 56   | Hüttau/Lammertal (Halbanschlussstelle) B166 |
|                                          |      | Raststätte Gasthofgut Eben                  |
|                                          | 60   | Eben im Pongau B99                          |
|                                          | 63   | Knoten Ennstal B320                         |
|                                          | 66   | Flachau                                     |
|                                          | 66   | Flachauwinkel                               |
|                                          |      | Raststätte Tauernalm                        |
|                                          | 92   | Zederhaus (Halbanschlussstelle)             |
|                                          |      | Raststätte Krottendorf (Richtung Villach)   |
|                                          | 104  | Sankt Michael B96                           |
|                                          |      | Mautstelle Sankt Michael im Lungau          |
|                                          | 113  | Rennweg B99                                 |
|                                          |      | Raststätte Eisentratten                     |
|                                          | 129  | Gmünd/Maltatal B99                          |
|                                          | 139  | Knoten Spittal/Millstättersee               |
|                                          | 146  | Spittal an der Drau-Ost B100                |
|                                          | 158  | Paternion/Feistritz                         |
|                                          |      | Raststätte Feistritz                        |
|                                          | 172  | Villach-West B100                           |
|                                          | 178  | Villach/Ossiachersee B94                    |
|                                          | 182  | Knoten Villach                              |